# Аляуди
Аляуди — сильно витягнутий півострів у північно-східній частині Миколаєва, утворений крутим розворотом річки Інгул.

## Опис
Довжина півострова становить близько 5 км, ширина — не менш ніж 500 м.
Адміністративно півострів належить до Центрального району міста. На території півострова розташовано
кілька приватних подвір'їв та сільськогосподарські угіддя.
У південній частині є понтонний міст, у північній — вздовж залізниці розташовані дачні ділянки. Аляудський міст через річку Інгул — один з «найскромніших» мостів Миколаєва. Призначений він для пішохідного пересування і проїзду легкового транспорту. На ньому регулярно проходять міські «чемпіонати» з риболовлі. Також він служить поєднанням між селищем на Аляудському півострові з Центральним районом міста.
На самому півострові проживає понад 100 чоловік — жителів селища (окрім військових).

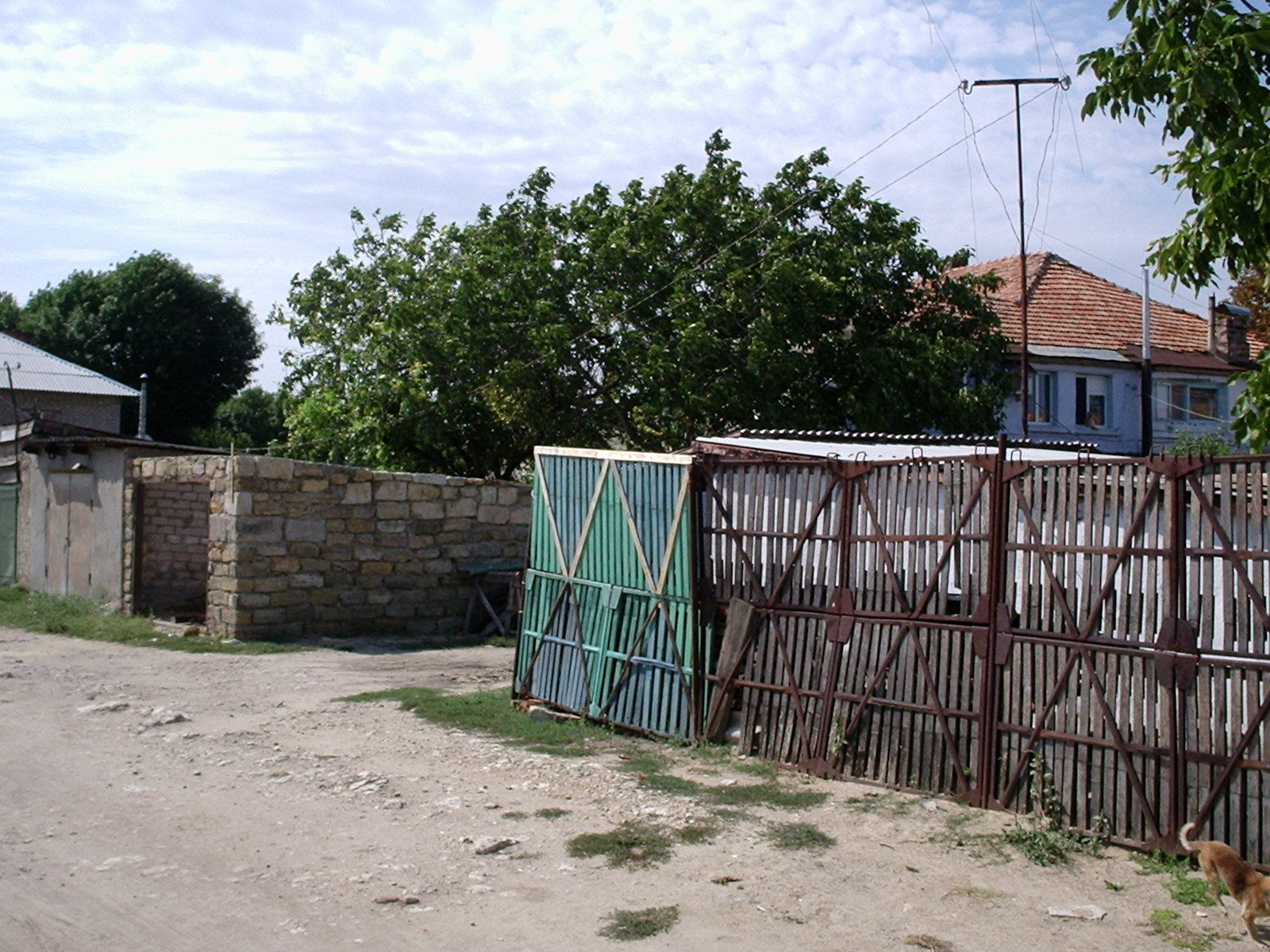
Селище на Аляудах

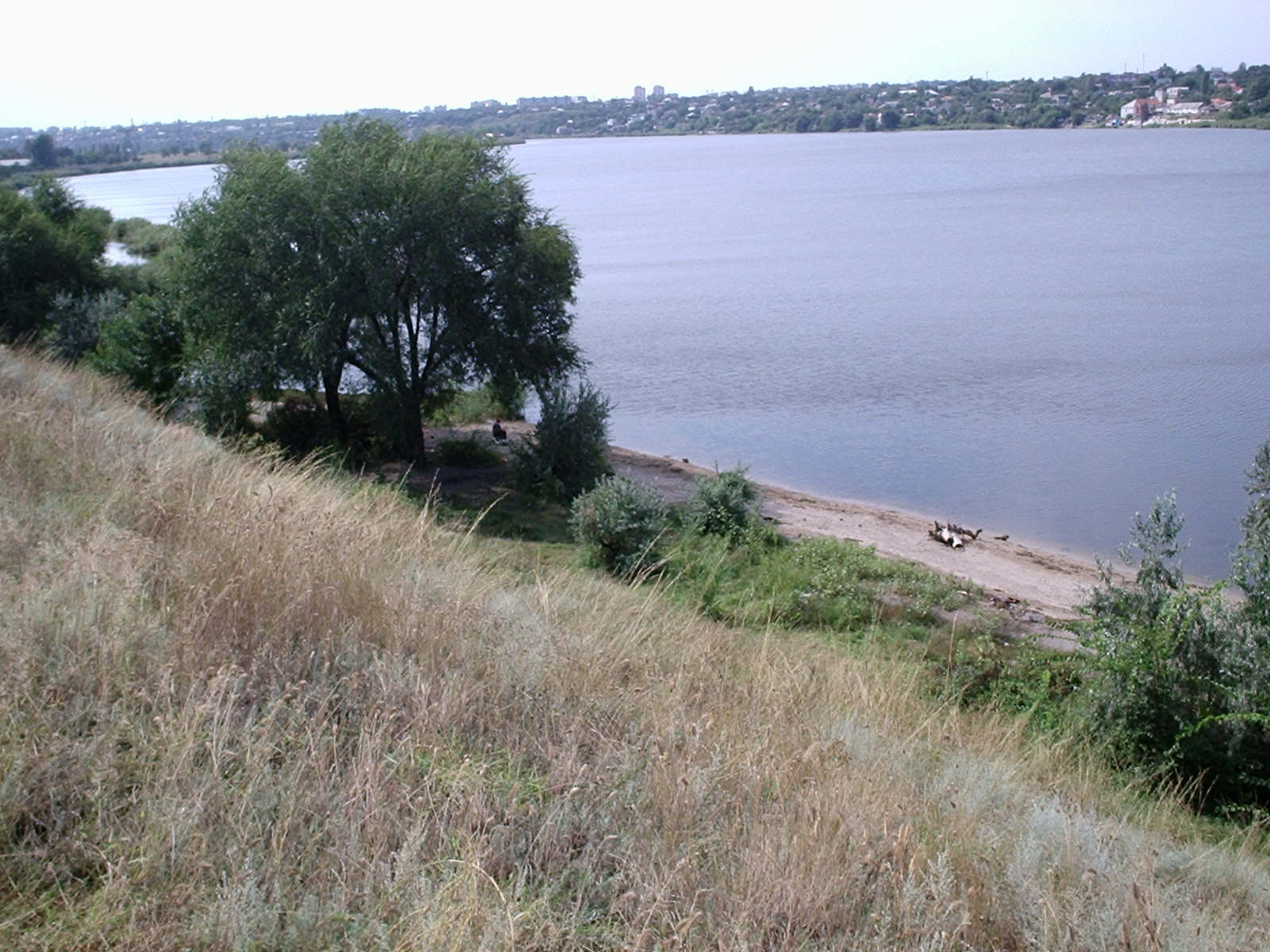
Вид з Лисої Гірки на Ракетне Урочище

Півострів має популярність серед міських рибалок. Береги круті, місцями переходять у плавні.

## Історія

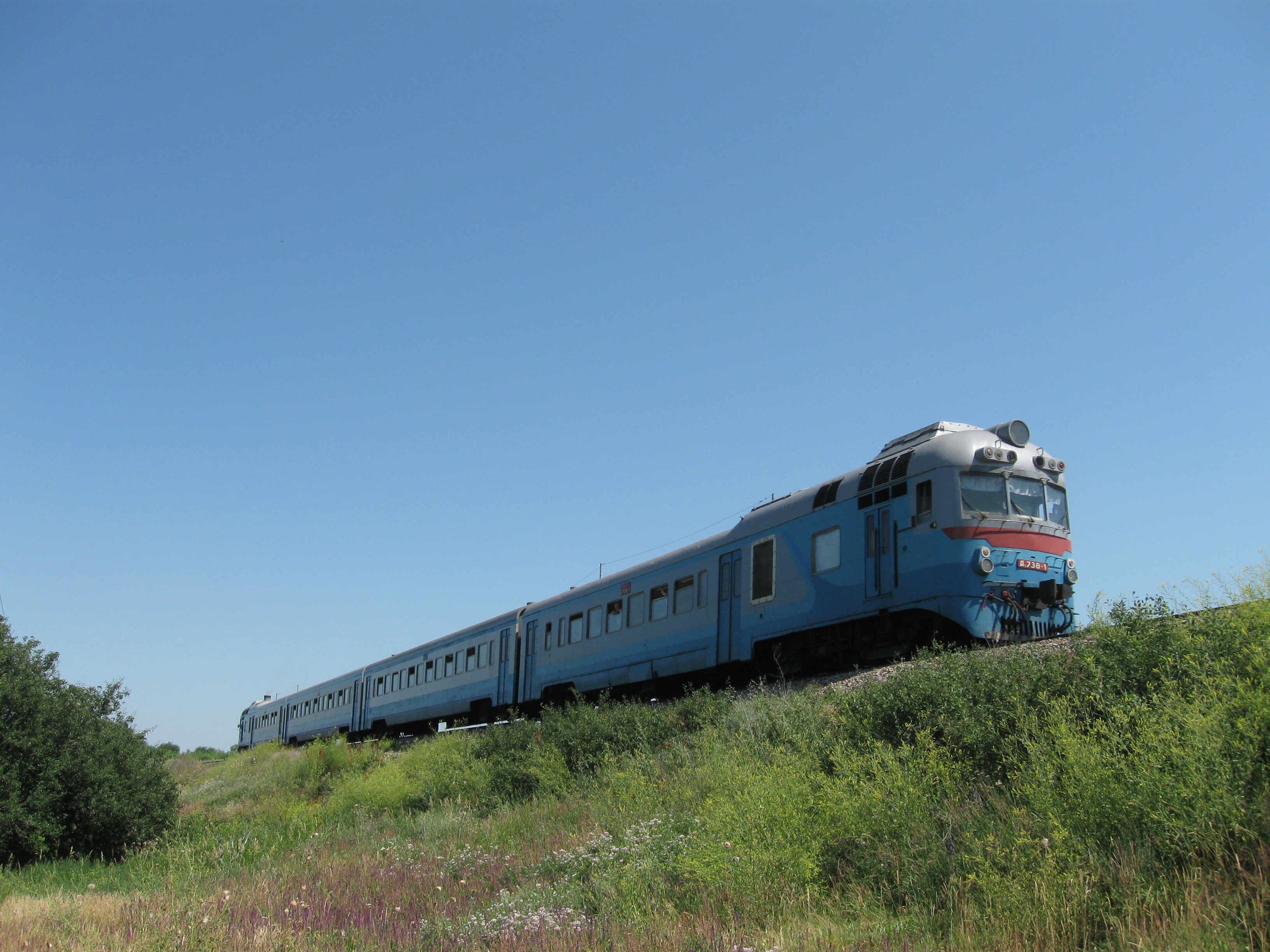
Приміський поїзд прямує по півострову Аляуди до Миколаївського залізничного вокзалу

На півострові виявлені сліди перебування людей, що жили тут дві з половиною тисячі років тому. Тут були знайдені фрагменти давньогрецьких амфор, ліпного посуду і кістяні проколи.
Після заснування Миколаєва у 1789 році перші поселення на півострові стали з'являтись у 1820-х роках, коли військовий губернатор Миколаєва і Севастополя Олексій Грейг дозволив здавати в оренду під дачі і хутори деякі землі, що належали морському відомству, але не використовувались. Аляуди тоді являли собою заболочену місцевість, вкриту чагарником. Лише північна піднесена частина була придатна для землеробства. Однак по берегах півострова у великій кількості ріс очерет, що використовувався для покриття дахів багатьох міських будинків у корабельній і воєнній Слободках. Також тут були багаті рибою місця. На Аляудах виріс хутір, що був зв'язаний з Воєнною Слободкою поромною переправою.

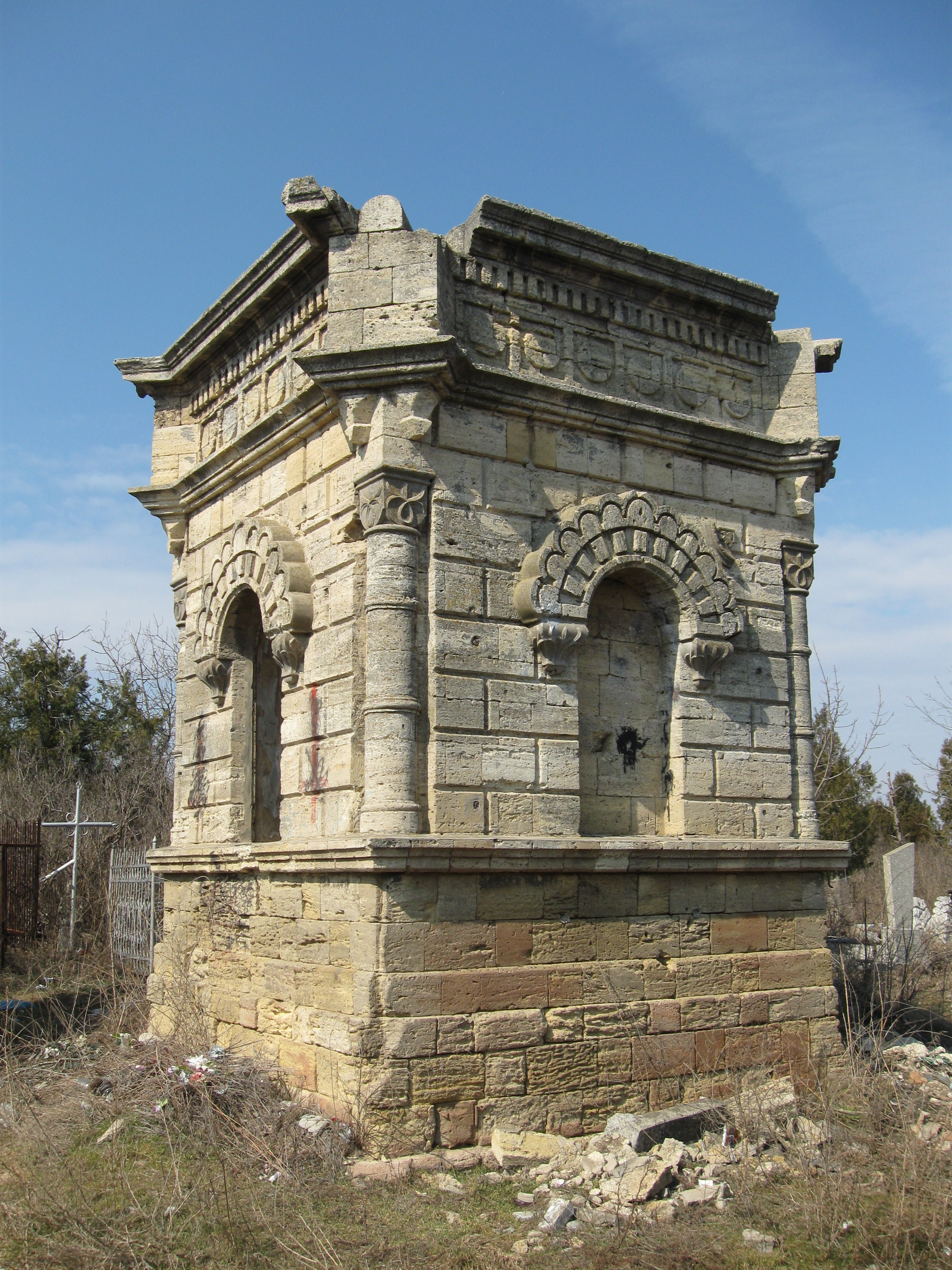
Родинний склеп родини Аліауді на Миколаївському некрополі

У 20-х роках XIX століття до Миколаєва приїхав італійський купець і підприємець Луїджі Аліауді, який отримав підряд на поставку для армії і Чорноморського флоту Російської імперії сукна. Він орендував у Богоявленському казенну суконну фабрику. Нащадки Аліауді жили в Миколаєві і належали до купецького стану; в другій половині XIX ст. володіли млином, казармою та іншими підприємствами. Скоріше за все, в кінці XIX століття хутір був їм проданий. Принаймні на плані міста 1880 року він зазначений як «Хутір Аляудін». Згодом в народі його почали називати скороченою назвою «Аляуди», яка наразі закріплена в офіційних документах.
У 1940-х у будинку родини Аліауді розташовувався дитячий будинок. Після нього була школа-інтернат. А 69-му році заснували нову спеціальну школа-інтернат (школу соціальної реабілітації). Вона процвітала і займала друге місце в Радянському Союзі. Для працівників спецшколи побудували цегляний будинок, де було службове житло. Із 80 мешканців півострова — майже всі люди похилого віку, колишні працівники, вчителі та вихователі. Багато вже повмирали, і їхні діти тут жити залишилися.
У 2013 році уряд вирішив закрити школу-інтернат. У квітні 2014 на його місці з'явилося військове містечко українських морських піхотинців на базі 1-го окремого Феодосійського батальйону морської піхоти, які передислокувалися з окупованого Криму.
У планах міської влади регулярно виникає ідея про необхідність створення на півострові сучасного житлового масиву або котеджного селища.

## Аляуди в літературі
Дія роману Олеся Ульяненка «Там, де Південь» (видавництво «Треант», 2009 р.) відбувається в Аляудах у 1979 році.